# Buergeria robusta
Espèce
Synonymes
- Rhacophorus robustus Boulenger, 1909

Statut de conservation UICN

 LC  : Préoccupation mineure
Buergeria robusta est une espèce d'amphibiens de la famille des Rhacophoridae.

## Répartition
Cette espèce est endémique de l'île de Taïwan. Elle se rencontre du niveau de la mer jusqu'à une altitude maximale de 1 800 m.

## Publication originale
- Boulenger, 1909 : Descriptions of Four new Frogs and a new Snake discovered by Mr. H. Sauter in Formosa.  Annals and Magazine of Natural History, ser. 8, vol. 4, p. 492-495 (texte intégral).